# Château de Paslières
Le château de Paslières est situé à Chambérat, dans le département de l'Allier.

## Localisation
Le château de Paslières se trouve sur la commune de Chambérat, à environ 3,7 km à l’est de la ville.

## Toponymie
Paslières ou Pallières vient du latin Pascelliarus, villa romaine construite sur ce lieu à proximité de la voie romaine reliant le site antique de Néris-les-Bains à Sidiailles.

## Description
Du château fort originel, il ne reste plus qu’un corps de logis en mauvais état et une tour tronquée. Des douves en eau l'entourent encore.

## Historique
Pascellarius est cité dès l'époque mérovingienne comme villa dépendant de l'abbaye de Saint-Denis. Charles Bertrand fait bâtir un château primitif vers 1200. Son descendant, Hector Bertrand, tient la motte du même nom en 1354, qui deviendra ensuite un château fort vassal de la châtellenie d'Hérisson.
Charles Bertrand, seigneur du Boueix, la Martha, du Chassin, de Sere et de Vichy, ambassadeur du roi à Rome, sénéchal d'Aquitaine, mort en 1452. Il fit bâtir le château de Paslières, sur le portail duquel se lit l'inscription suivante: « Charles Bertrand avec sa Bannière, Prit Charenton et fit bâtir Palliere ». Le château reste propriété de la famille Bertrand au moins jusqu'au XVIe siècle. Il passe aux Barthillat d'Huriel au XVIIe siècle puis acquise par la famille Lamodière au XIXe siècle.